# Sanxingdui

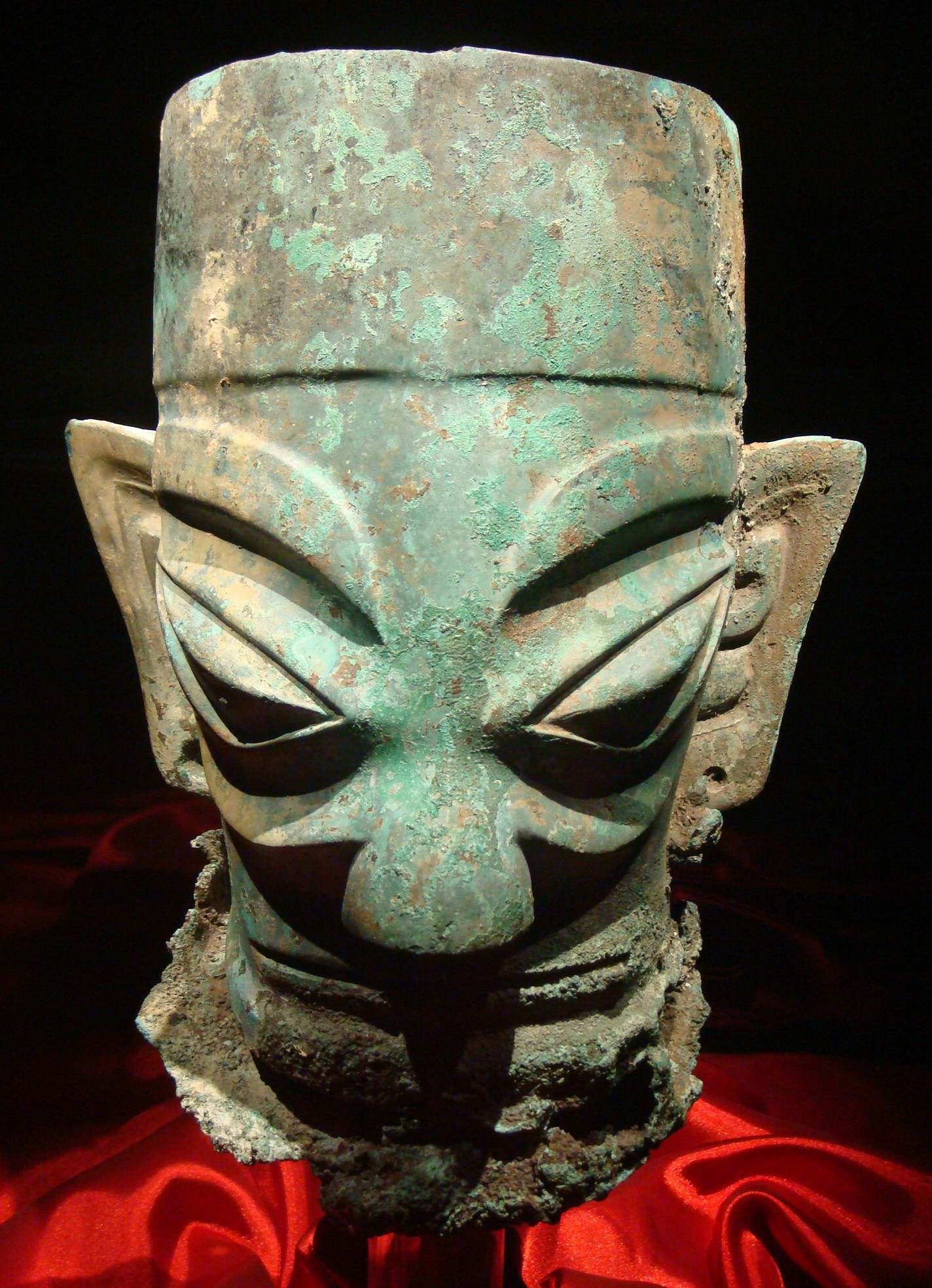
Tête de bronze (hauteur 27 cm) trouvée dans la première fosse de San Xing Dui

Sanxingdui (chinois : 三星堆 ; pinyin : sānxīng duī) est un site archéologique de l'Âge du bronze, situé à Guanghan, à environ 40 km de Chengdu, dans la province du Sichuan, en Chine. Le style des artéfacts trouvés sur place est complètement différent de l'art chinois contemporain de la basse vallée du fleuve Jaune.
Les objets de Sanxingdui démontrent une technique du travail et de la fonte du bronze avancée pour l'époque. Cette culture semble avoir duré environ 2 000 ans et disparu soudainement pour des raisons encore inconnues. À ce jour plus de 10 000 objets en bronze, or, jade, os, ou ivoire ont été mis au jour.
La culture de Sanxingdui est en partie contemporaine de la dynastie Shang qui développa une tout autre technique de fabrication du bronze. Cette culture n'est pas mentionnée par les historiens chinois, si bien qu'il n'existe pas d'écrits qui en clarifient la nature.

## Historique
En 1929, un fermier voulant labourer son champ trouva un grand morceau de jade. Par la suite, bon nombre d'archéologues chinois visitèrent les lieux sans succès, jusqu'au jour où deux fosses furent découvertes en 1986. Ces deux fosses sacrificielles ont révélé un pan inconnu de la préhistoire du Sichuan. Creusées à trente ans d’écart environ, elles ont permis de découvrir différentes pièces délibérément brisées ou brulées avant d’y être déposées. On observe cependant un ordre dans leur enfouissement. Peu après les y avoir déposées, les habitants de Sanxingdui ont abandonné leur cité pour une raison encore inconnue.

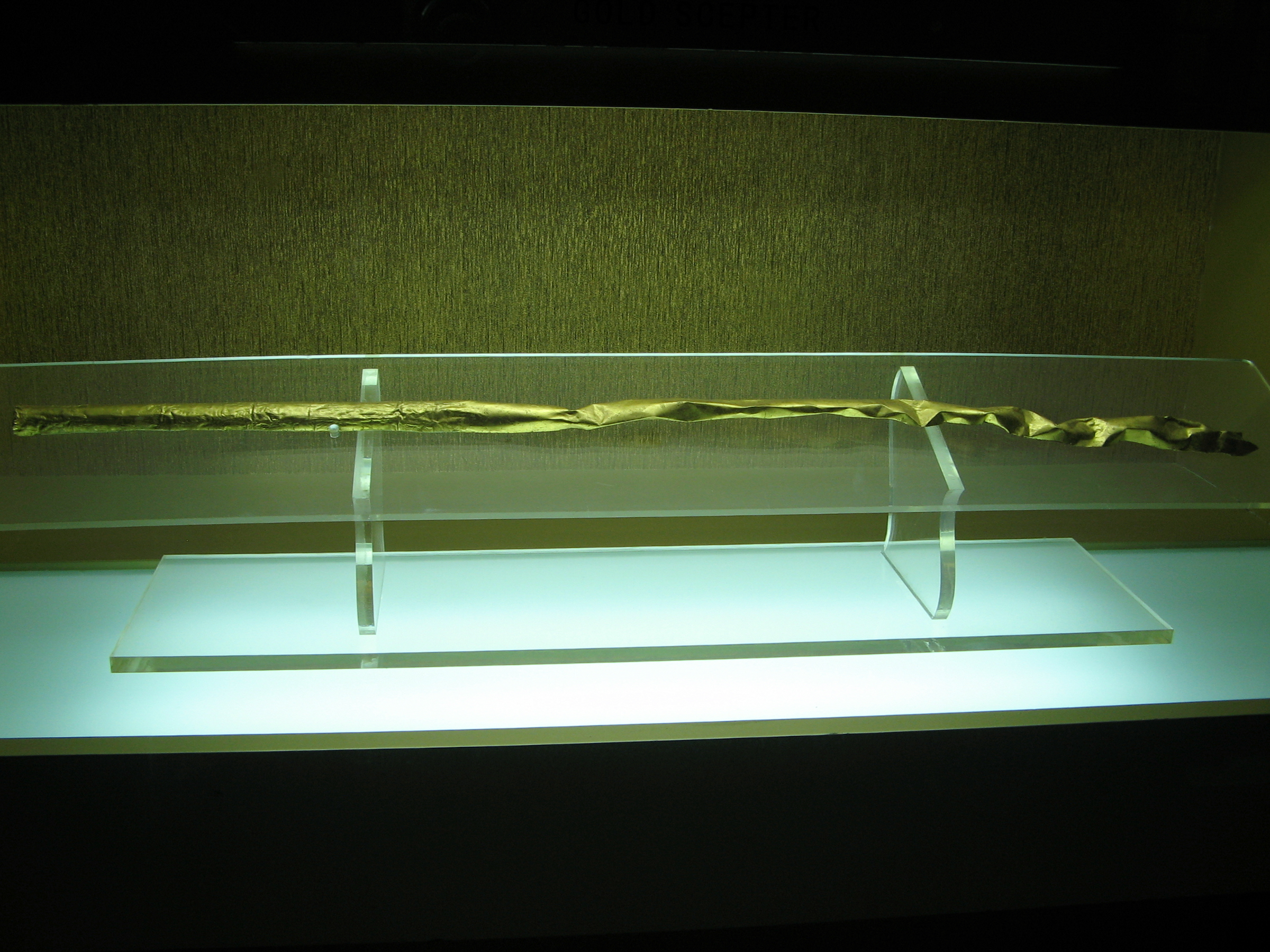
Une canne en or (qui pourrait symboliser le pouvoir d'un roi)

Les murs d'une ville furent trouvés en 1996 et, après des fouilles, les archéologues découvrirent que le site couvrait une superficie de 12 km2, ce qui en fait à ce jour la plus grande ville de cette importance jamais découverte en Chine pour cette période.
La découverte des bronzes devait exciter la curiosité des scientifiques du monde entier, et Task Rosen du British Museum considéra même qu'ils étaient plus importants que l'armée de terre cuite de Xi'an. En 1987 et 1990, des objets furent exposés à Pékin. En 1993, l'exposition se déplaça en Suisse, en 1995 à Munich, et en 1996 au British Museum, attirant chaque fois une foule de visiteurs. Un musée fut également ouvert à Sanxingdui.
De nouvelles fouilles entamées en 2019 ont permis d'exhumer six fosses inconnues pleines de vestiges : plus de 500 reliques importantes en bronze, en ivoire, en or ou encore en jade ainsi que des milliers d'autres fragments dont un masque incomplet, composé à 84 % d'or et très bien conservé, et une sculpture en bronze haute de plus d'un mètre avec un personnage semblant tenir dans ses mains un vase à section carrée. Par la suite deux autres fosses ont livré une grande quantité d'objets.
Au printemps 2021, une grille carapace de tortue en bronze torsadé et poignées à tête de dragon est découverte dans la fosse sacrificielle n°7. La grille contient une boîte avec un important morceau de jade bien conservé. Cet artefact, dont l’usage n’est pas connu, est unique en son genre.

## Chronologie
La culture de Sanxingdui couvre une période allant de 2800 à 800 av. J.-C.

## Conservation
Le musée de Sanxingdui présente un millier de vestiges trouvés sur le site, parmi lesquels six trésors nationaux : 
- une gigantesque statue verticale en bronze,
- un masque en bronze aux yeux saillants (évoquant pour certains Can Cong, ancêtre des Shu),
- une canne en or (qui pourrait symboliser le pouvoir d'un roi),
- un grand arbre divin en bronze,
- une tablette de jade ornée de motifs décrivant les rituels des religions primitives
- une autre tablette de jade reflétant le niveau élevé des techniques de polissage et de perforage de l'époque.

Le musée possède des statues en bronze de tailles et d'allures variées, des masques, des oiseaux et d'autres animaux en bronze.

## Analyse
D'après le docteur Chen Fang-mei, spécialiste des bronzes de la dynastie Shang du National Taiwan University's Institute of Art History, on peut dire, en regardant la taille des statues de bronze, que la culture sanxingdui était très sophistiquée. Une des statues pèse plus de 180 kg, ce qui veut dire qu'il a fallu faire fondre plus de 10 tonnes de minerai pour pouvoir la fabriquer. Nous pouvons donc en déduire que le peuple de Sanxingdui connaissait déjà les techniques de température, de fonte, et de ventilation, sinon il aurait été impossible d'arriver à un tel niveau de qualité.

## Autres sites voisins
Le site de Jinsha, découvert en février 2001 à Chengdu, correspond vraisemblablement à l'implantation d'une cité nouvelle après l'abandon de Sanxingdui. Cette découverte archéologique majeure, comprenant de remarquables insignes de prestige en jade et en bronze, illustre la fin de la culture Sanxingdui.
Plusieurs sites datent du Ier millénaire av. J.-C. Parmi eux, Zhuwajie (fin XIe - début Xe siècle av. J.-C.), dans le district de Peng, dont les récipients de bronze aux motifs zoomorphes révèlent peu de liens avec la culture de Sanxingdui, tout en se démarquant des vases rituels de l'époque des Zhou (env. 1050 - 256 av. J.-C.) découverts dans la province du Shaanxi, au nord du Sichuan.

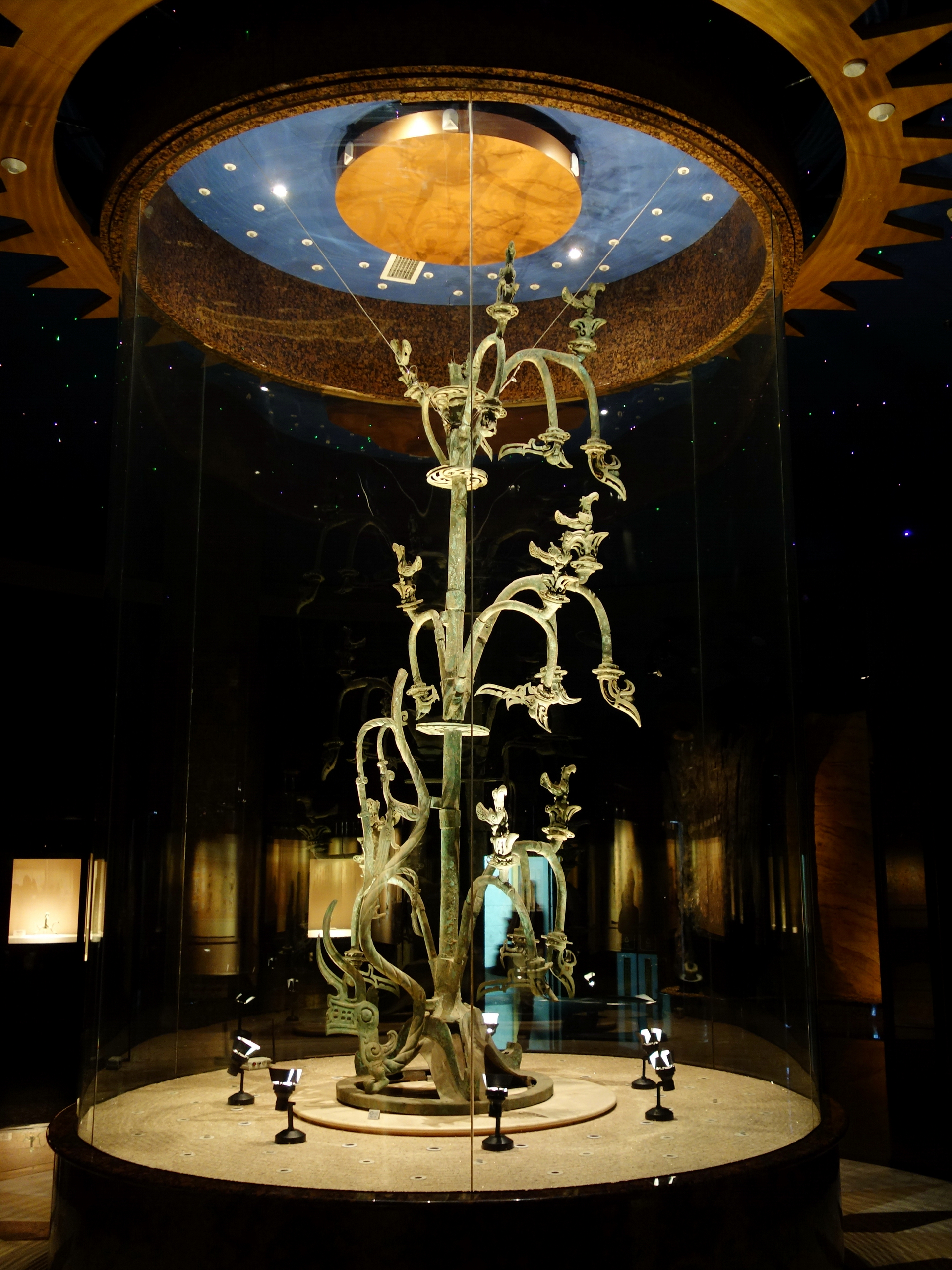
Grand arbre divin en bronze.
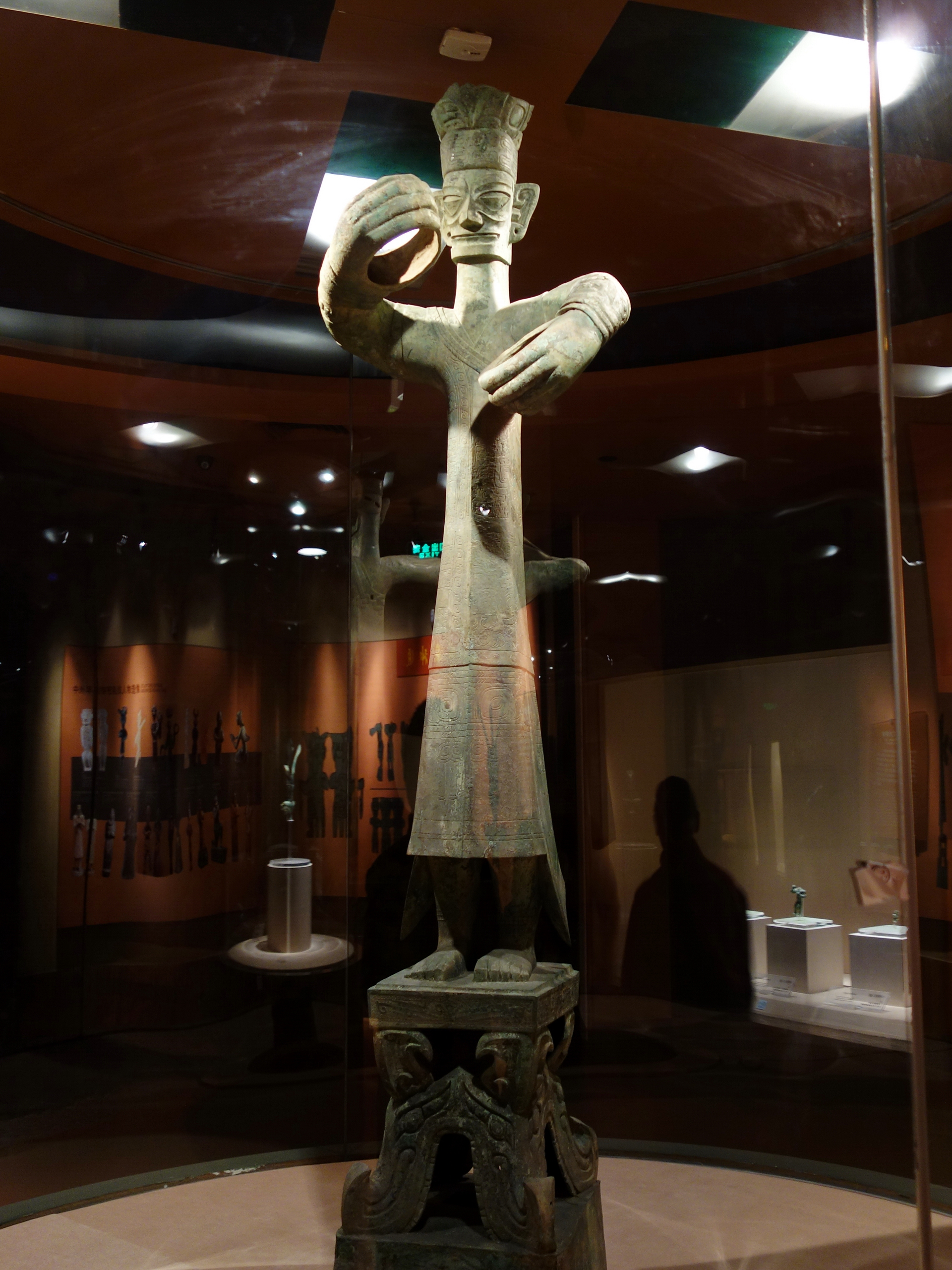
Gigantesque statue verticale en bronze.
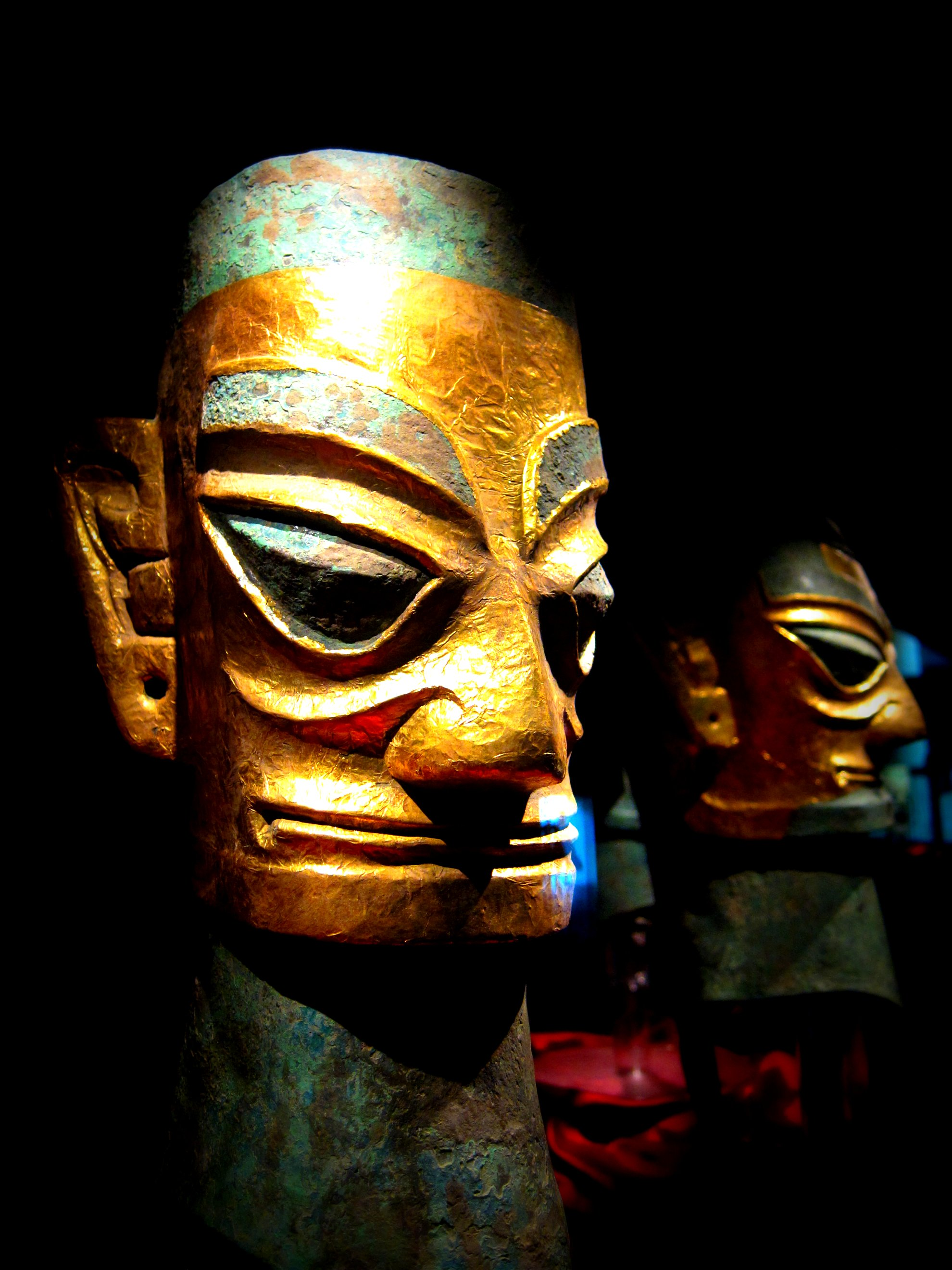
Masques, bronze revêtu de feuille d'or. h : 42 cm env. Datés vers 1200 av. J.-C. Musée de Sanxingdui, Sichuan.
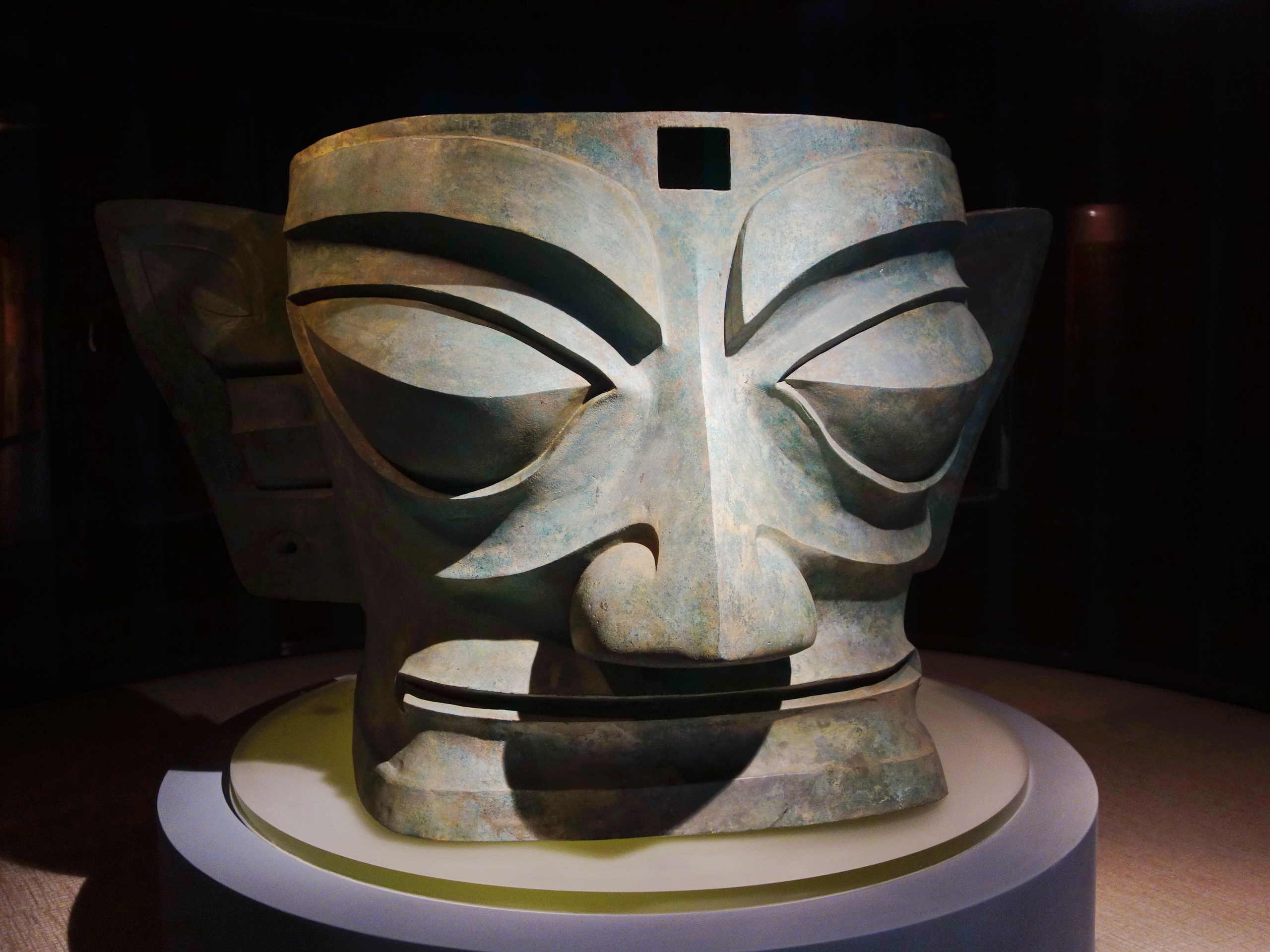
Masque de bronze.
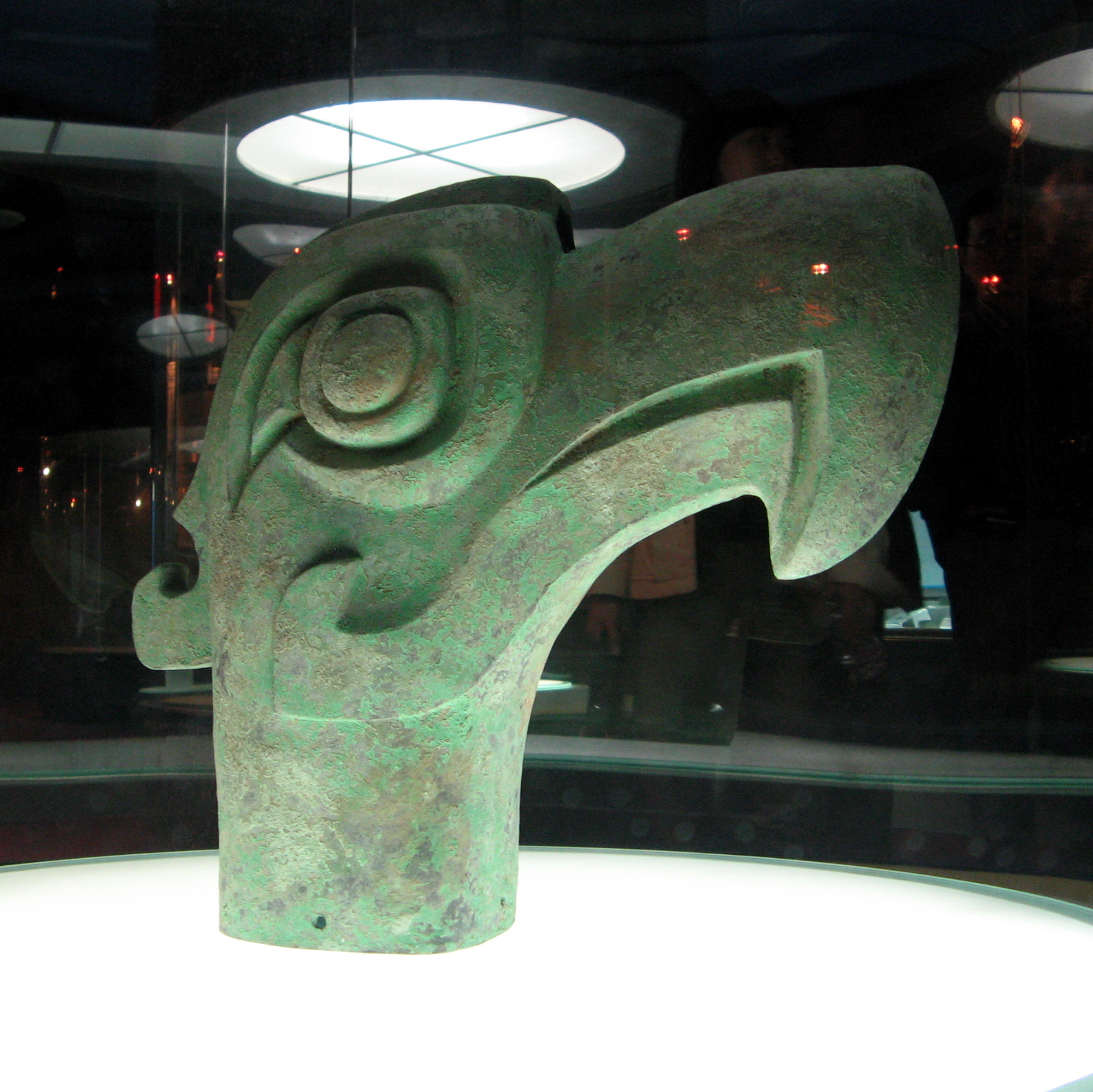
Tête en bronze d'un oiseau de proie, haute de 40 cm, musée de Sanxingdui.
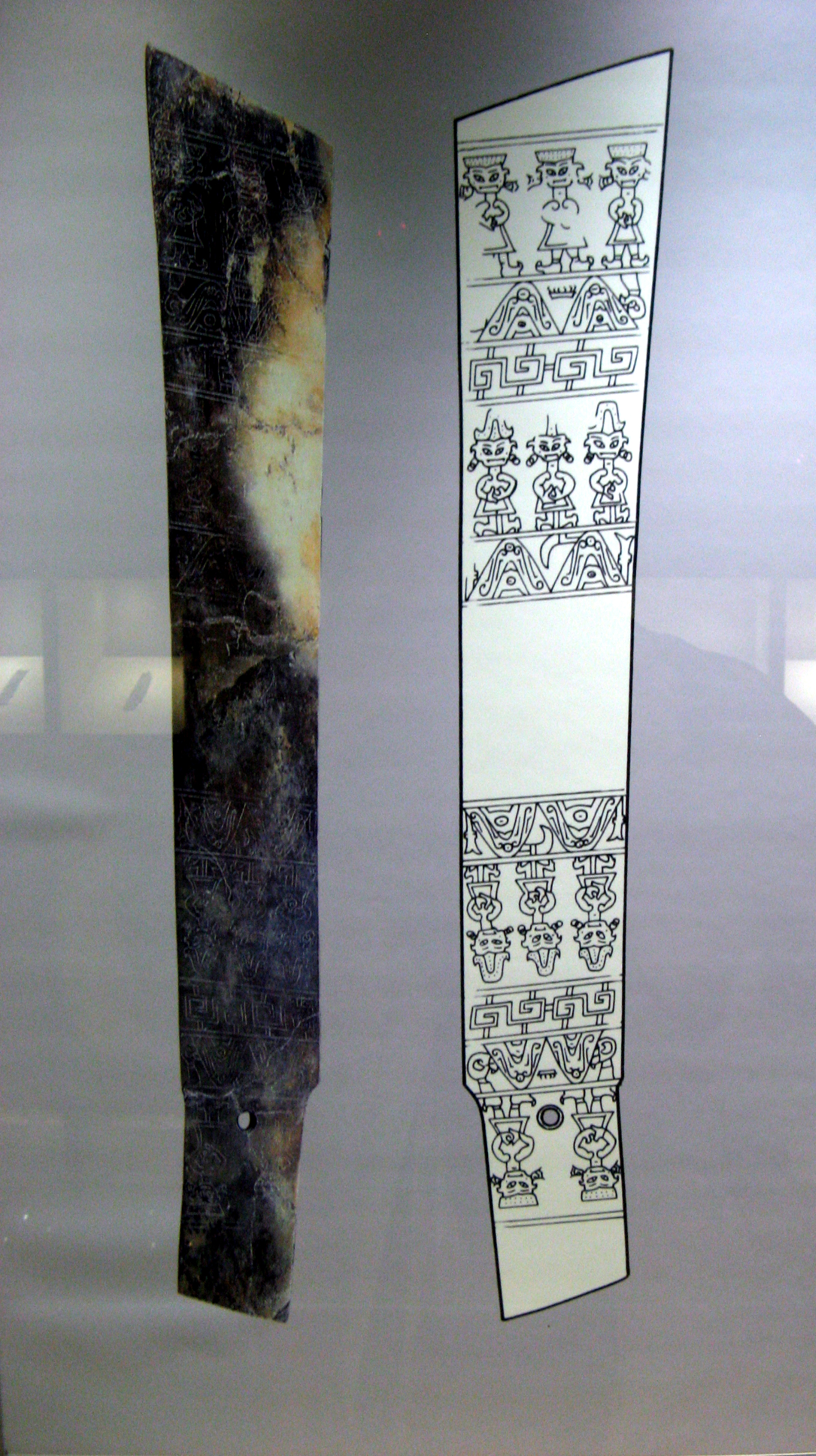
Tablette de jade ornée de motifs décrivant les rituels des religions primitives